# Ni dovolj!
Ni dovolj! je drugi studijski album slovenske indie rock glasbene skupine Eskobars. Izdan je bil leta 2014 pri založbi Dallas Records.
Izid albuma je napovedal singl "Vidim ti v očeh" leta 2012.

## Seznam pesmi
Vso glasbo in vsa besedila je napisala skupina Eskobars.
1. »Ni dovolj« – 3:30
2. »Tri pike« – 3:05
3. »Vidim ti v očeh« – 3:43
4. »Iluzija« – 4:17
5. »Ocean« – 4:41
6. »Dej povej« – 4:10
7. »Potnik« – 4:37
8. »Hodim naprej« – 3:35
9. »Hladne noči« – 4:10
10. »Bele zastave« – 3:31

## Zasedba
Eskobars
- Jure Lesar — vokal, kitara
- Rok Druscovich — bas kitara
- Bogdan Sojič — bobni
- Teo Collori — kitara

Ostali glasbeniki
- Jani Hace — bas kitara
- Nikola Sekulović — bas kitara
- Anže Langus - Dagi — bas kitara
- Jure Rozman — bobni
- Sašo Fajon
- Benjamin Shock
- Matjaž Šušmelj
- Sare Havliček
- Drago Popovič

Tehnično osebje
- Dejan Radičević — produkcija